# Erytropsis
Erytropsis es un género de organismos unicelulares de la superclase Dinoflagellata, clase Dinophyceae, subclase Dinophyceae,  orden Gymnodiniales. Con dos flagelos heterocontos en el sulco y el cíngulo. Presentan un estigma muy diferenciado en aparato oculiforme.